# Melanie Kilburn
Sarah Melanie Jean Kilburn (Bradford, 16 maart 1956) is een Britse actrice.

## Biografie
Kilburn werd geboren en groeide op in Bradford. Zij studeerde af aan de Guildhall School of Music and Drama in Londen.
Kilburn begon in 1983 met acteren in de film The Last Company Car, waarna zij nog meerdere rollen speelde in films en televisieseries. Zij is onder andere bekend van haar rol als Laura Bryant in de televisieserie The Bill, waar zij in 54 afleveringen speelde (2004-2006).

## Filmografie

### Films
- 2019 The Singing Club - als Kathleen
- 2018 Mother's Day - als Margret Seabrook
- 2017 God's Own Country - als Gloria
- 2013 One Chance - als Mrs. Evans
- 2003 Carla - als Mrs. Carter
- 1997 April Fool's Day - als Carol
- 1990 The World of Eddie Weary - als Mrs. Hebdon
- 1988 Vroom - als Kate
- 1987 1914 All Out - als Hilda Fairbrother
- 1984 The Little Drummer Girl - als Heloise
- 1983 The Last Company Car - als Maureen

### Televisieseries
Uitgezonderd eenmalige gastrollen.
- 2017-2022 EastEnders - als eerwaarde Irene Mills - 10 afl.
- 2020-2022 The Emily Atack Show - als diverse personages - 5 afl.
- 2015 WPC 56 - als Lydia Taylor - 3 afl.
- 2013 Breathless - als mrs. Johnstone - 6 afl.
- 2009 All the Small Things - als Olive Halsall - 6 afl.
- 2004-2006 The Bill - als Laura Bryant - 54 afl.
- 2005 Down to Earth - als Lyn Cooper - 6 afl.
- 2000-2002 Coronation Street - als Eve Elliott / Evelyn Sykes - 14 afl.
- 2000 Peak Practice - als Liz Pullen - 9 afl.
- 1999 Where the Heart Is - als Sandra Harrison - 14 afl.
- 1990-1998 Hale and Pace - als diverse personages - 9 afl.
- 1998 Slap! - Love, Lies and Lipstick - als Janeen - 7 afl.
- 1993-1995 Heartbeat - als Rosie Tinniswood - 2 afl.
- 1994-1995 Moving Story - als Charlotte - 8 afl.
- 1995 Ruth Rendell Mysteries - als Jackie Whittaker - 3 afl.
- 1994 The Wimbledon Poisoner - als Edwina Sprott - 2 afl.
- 1994 The Lifeboat - als Barbara Bibby - 3 afl.
- 1989-1991 Making Out - als Jill - 24 afl.
- 1991 Soldier Soldier - als Carol Anderson - 7 afl.
- 1990 Chancer - als Angela - 2 afl.

- Library of Congress Control Number: no2016047187
- Virtual International Authority File: 22146095198900371479
- WorldCat: E39PBJdgTjhRhr4Bhy9DPqXDbd